# 茂家乡
茂家乡，是中华人民共和国湖南省永州市新田县下辖的一个乡镇级行政单位。

## 行政区划
茂家乡下辖以下地区：
白云山村、小坪塘村、大凤村、茂家村、天头坪村、罗溪村、山田村、丰美村、石坠村、杨柳塘村、石林岗村、古牛岗村、塘家铺村、五柳塘村和梅溪村。